# Niko Guardado
Niko Guardado (DuPont, 24 dicembre 1996) è un attore statunitense.

## Biografia
Niko Guardado è nato a DuPont il 24 dicembre 1996, figlio dell'allenatore di baseball Eddie Guardado e di Lisa Limbaugh. Ha un fratello minore, Jakob.
Ha esordito come attore nel 2013 in un episodio della serie televisiva Sam & Cat. L'anno seguente è apparso nel suo primo film cinematografico, Beyond the Mat. Nel 2016 ha recitato nel film The Bachelors - Un nuovo inizio accanto a J.K. Simmons, Josh Wiggins e Odeya Rush. In quello stesso anno è stato tra i protagonisti della miniserie Lost in the West ed è entrato nel cast della serie The Goldbergs nel ruolo di Rubén Amaro Jr..
Nel 2018 ha recitato nel film fantascientifico A.X.L - Un'amicizia extraordinaria accanto ad Alex Neustaedter.
Tra le altre serie televisive da lui interpretate sono da ricordare Ironside, Non sono stato io, Nicky, Ricky, Dicky & Dawn, The Fosters, Party of Five, Magnum P.I., 9-1-1: Lone Star e Ransom Canyon.

## Filmografia

### Cinema
- Beyond the Mat, regia di Van M. Pham (2014)
- The Bachelors - Un nuovo inizio (The Bachelors), regia di Kurt Voelker (2017)
- A.X.L - Un'amicizia extraordinaria (A.X.L), regia di Oliver Daly (2018)
- Almost Home, regia di Jessica Blank e Erik Jensen (2018)
- GigiBoy, regia di Hannah Marks - cortometraggio (2020)
- Life of Emily Tosta, regia di Jose Feng (2020) Uscito in home video

### Televisione
- Sam & Cat – serie TV, 1 episodio (2013)
- Ironside – serie TV, 1 episodio (2013)
- Non sono stato io (I Didn't Do It) – serie TV, 1 episodio (2014)
- Nicky, Ricky, Dicky & Dawn – serie TV, 1 episodio (2015)
- Lopez – serie TV, 1 episodio (2016)
- Lost in the West, regia di Carlos González – miniserie TV (2016)
- The Fosters – serie TV, 1 episodio (2016)
- The Goldbergs – serie TV, 19 episodi (2016-2019)
- Schooled – serie TV, 2 episodi (2019)
- Party of Five – serie TV, 10 episodi (2020)
- Magnum P.I. – serie TV, 1 episodio (2020)
- 9-1-1: Lone Star – serie TV, 1 episodio (2021)
- Big Shot – serie TV, 2 episodi (2022)
- Ransom Canyon – serie TV, 7 episodi (2025)

## Doppiatori italiani
Nelle versioni in italiano delle opere in cui ha recitato, Niko Guardado è stato doppiato da:
- Gabriele Patriarca in A.X.L - Un'amicizia extraordinaria
- Jacopo Calatroni in Lost in the West
- Federico Bebi (stagione 3) e Alessio Nissolino (stagioni 4-6) in The Goldbergs